# 刀祢直和
刀祢直和  " TONE "( とねなおかず )は、日本のジャズベース、コントラバス奏者及び作曲家。堺市出身。

## 来歴
堺市立美木多中学校卒業。10代の頃、Jive/Swing/Dixe/Blues/Jump blues/R’N’R/ アメリカンヴィンテージサウンドに影響されパンクベーシストからウッドベースに転向。Nshiguchi JiveやDEATH DEALERS（現 THE NEATBEATS)を経て、寺島靖国のラジオ番組で聞いたエディゴメスの枯葉のベースラインを聞いいて衝撃をうけジャズに転向。魚谷のぶまさ、上山崎初美にベースを、田村文人にバークリージャズ理論を師事。ジャズミュージシャンとして20代前半から活動を開始。アメリカのジャズを感じたく数々渡米をしセッションを重ねる。
イギリスのNo hit Recordに誘われ渡英。VINTAGEスタジオの TOERUG STUDIO で1950年代から活動する“RONNIE DOWSON”のレコーディングに参加。
自分の音楽を求めるために自身がリーダーの“TONE QUARTET”結成。『Flamenco Sketches』『TOMORROW』をリリース。
作曲した楽曲がパチンコマルハンのテレビコマーシャルや、FM COCOLO『World Jazz Warehouse』のエンディングテーマに採用され、他にもラジオ、演劇やDVD にも使用される。関東や沖縄までのツアー、Club noonでのクラブジャズイベントのレギュラー出演などもこなす。
フリージャズとピアニストスガダイローと出会い、バンド“起き上がり小法師”により音楽はさらに自由な方向へ進む。
ロックサイドでは浜辺シゲキバンドにサポートとして加入。荒吐ロックフェス（浜辺シゲキバンド）、アメリカ テキサス SXSW 国際音楽フェステバルに2年連続出演（マキ凛花バンド）LA ツアー他、多数の海外のミュージシャンの JAPAN ツアーのベーシストや多数のEP、LP、CDやDVDにも参加。
新たなTONE BASS TRIOを結成。『TRIO AND QUARTET』をリリースし、ツインドラムの“TONE QARTET+1”や“TONE BASS TRIO”などで数々のイベントにゲスト出演。東京から大阪、屋久島などの定期的一人ツアーでの各地ミュージシャンと共演。
日本ではまだ数少ないフラメンコジャズ AZUCAも再活動開始し日本初のフラメンコ ベースも研究中。
2019年11月5日、アルバム『TONE BASS talking to YUKI』をリリース。 
Amazon モダンジャス新着ランキング1位/   J -JAZZ新着ランキング2位/ J-JAZZ売れ筋ランキング3位/  ジャズ、フュージョン相互新着ランキング4位/   ジャズ、フュージョン相互ランキング6位獲得。

## ディスコグラフィー
- THE DEATH DEALERS / KANPAI OSAKA
- THE DEATH DEALERS / FAB FIVE
- NISHIGUCHI JIVE FIVE / Tammy
- RONNIE DOWSON / JUST ROCKIN&ROLLIN
- Dobochon Quintet/ UNCLE SESSION
- Wa-Ja/ umi
- TONE QUARTET / Flamenco Sketches
- 浜辺シゲキ/ DO THE HOP
- TONE QUARTET / TOMORROW
- 浜辺シゲキ/ Demo Session1
- 浜辺シゲキ/ Demo Session2
- THE WESTERN SAVAGES / INSTRUMENTAL ADDICT
- TONE QUARTET / TRIO AND QUARTET
- Mr.Pan and His Blues Gents / YOU’LL BE MINE
- Mr.Pan and His Blues Gents / Rock This House
- 浜辺シゲキ/ Live to Hop
- TONE BASS talking to YUKI